# Park Muskau
Park Muskau (německy Muskauer Park, oficiální název: Fürst-Pückler-Park Bad Muskau, Pücklerův krajinářský park Muskau, polsky Park Mużakowski) je park u města Bad Muskau na německo-polské hranici.

## Přehled
Krajinný park na březích řeky Lužické Nisy na hranici mezi Polskem a Německem je největším anglickým parkem ve střední Evropě. Park leží přibližně 50 km severozápadně od města Zhořelec u města Bad Muskau a rozkládá se na celkové ploše 830 ha, z čehož 560 ha bylo zapsáno na seznam UNESCO. V současnosti se přibližně dvě třetiny parku nacházejí na polském území a jedna třetina na německém.

## Historie
Pücklerův krajinářský park Muskau byl založen hrabětem Hermannem von Puckler-Muskau v letech 1815 až 1844. Po návratu z Anglie se hrabě Pückler rozhoduje přebudovat původní francouzskou zahradu na anglický park. Vykupuje sousední pozemky a v roce 1817 začíná s budováním jezera pojmenovaného podle jeho druhé manželky na Luciiensee okolo zámku. V roce 1819 pozval k spolupráci na stavebních úpravách původní středověké pevnosti na Nový zámek architekta Karla Friedricha Schinkela. V roce 1845 však Pückler kvůli finančním potížím musel panství Muskau prodat. Panství získal Friedrich von Oranien-Nassau, který zaměstnal Eduarda Petzolda, Pücklerova žáka, a ten pokračoval v budování krajinářského parku.

## Galerie

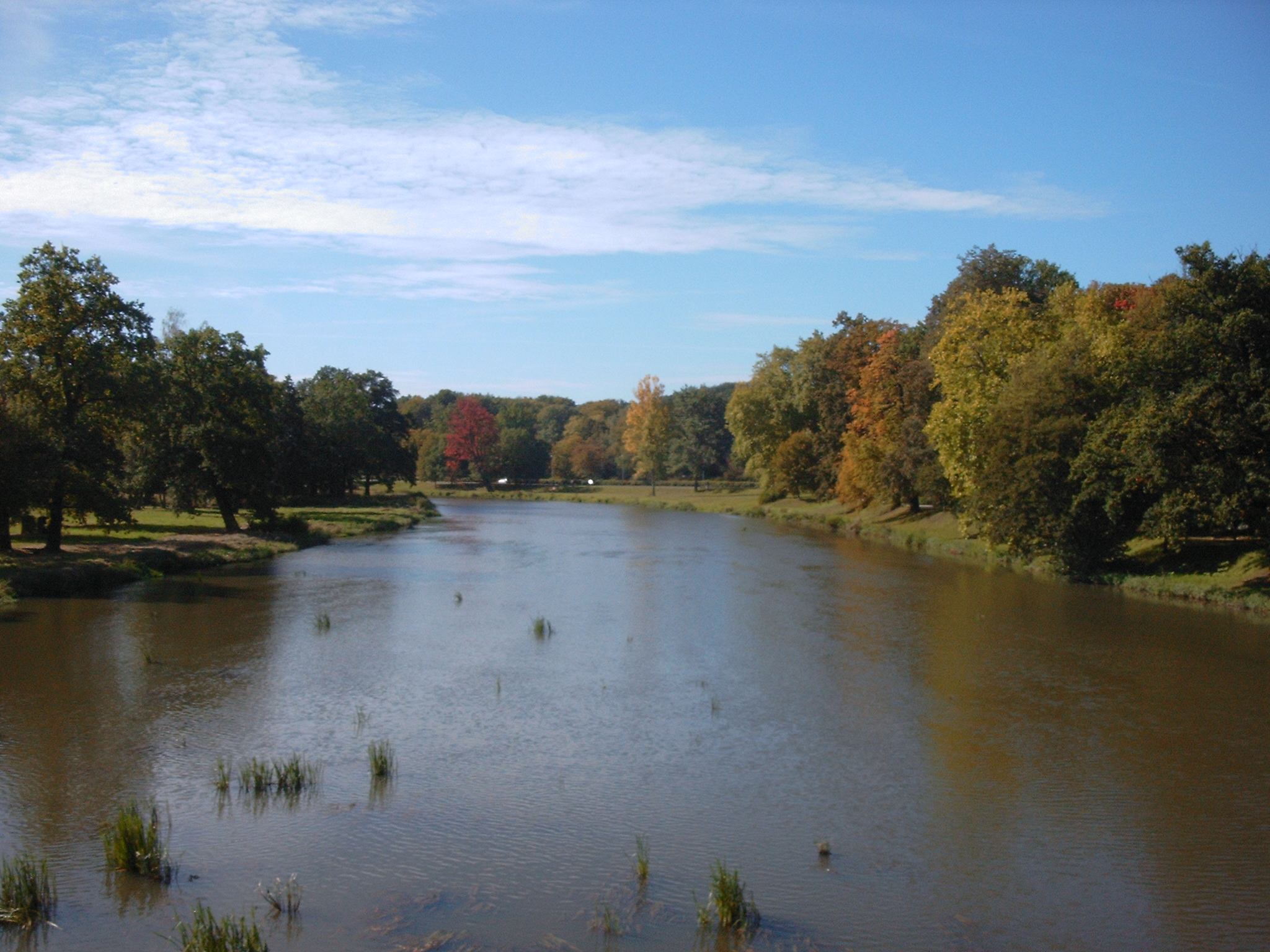
Lužická Nisa v parku Muskau
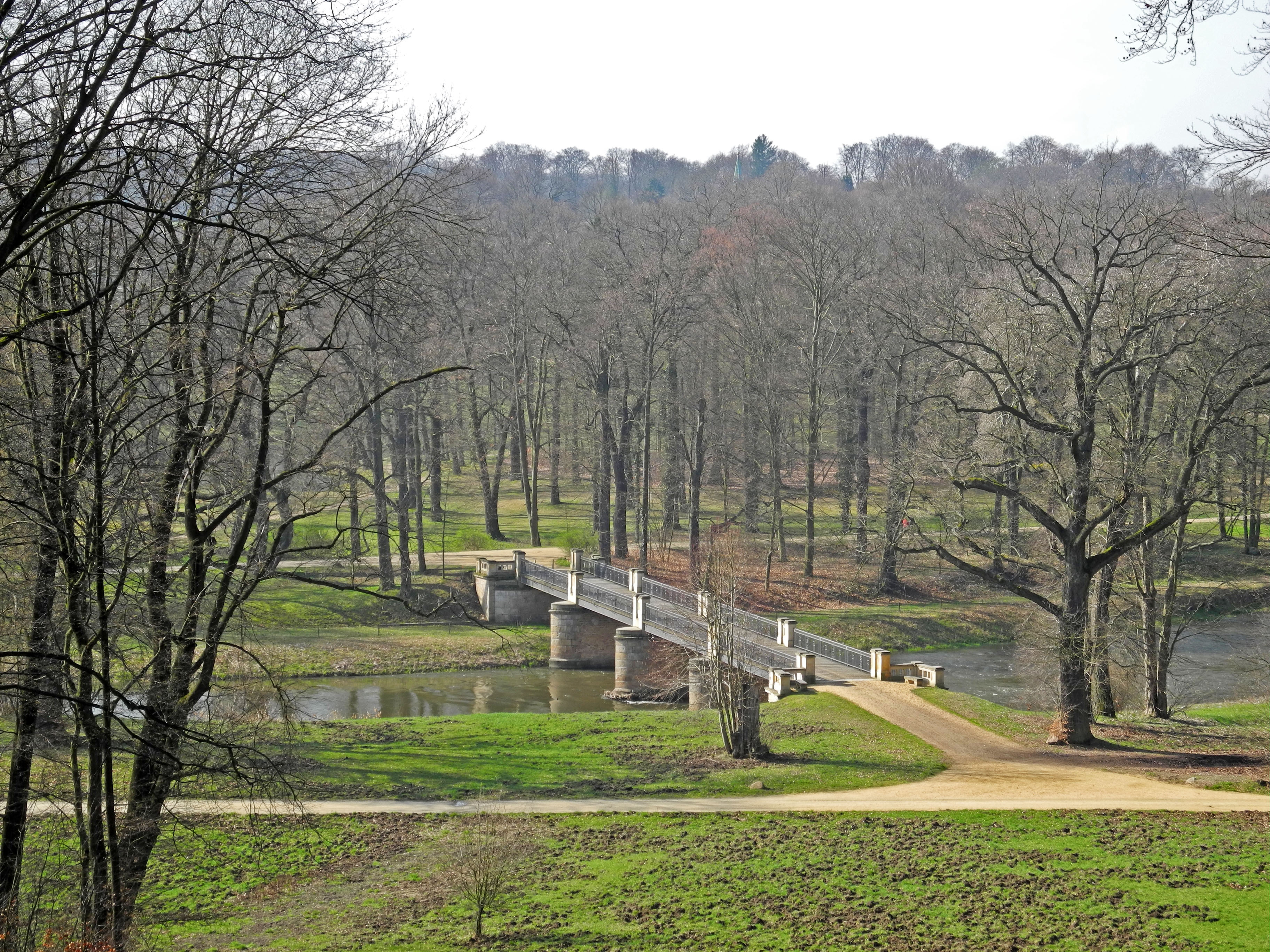
Pücklerův krajinářský park Muskau
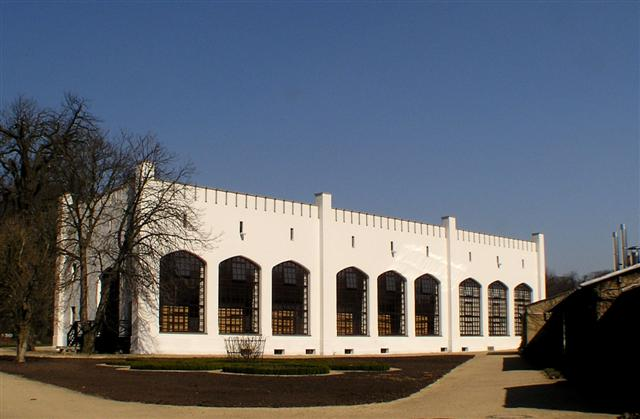
Oranžérie
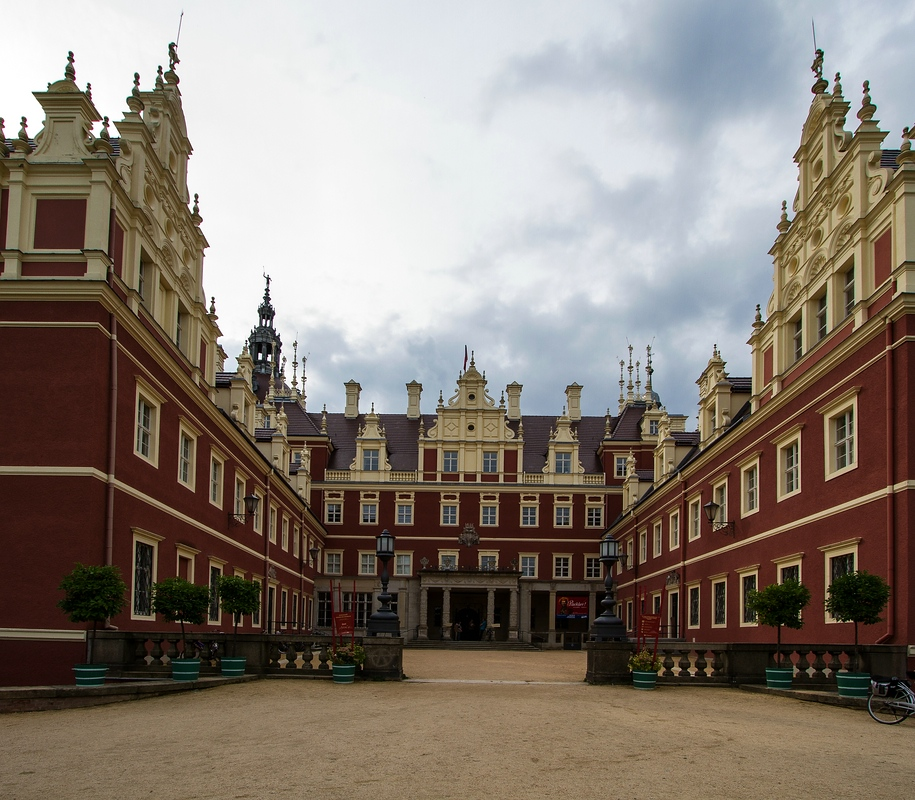
Nový hrad Muskau